# Copa dos Campeões 2002
In 2002 werd de derde en laatste editie van de Copa dos Campeões gespeeld. De competitie werd gespeeld van 3 juli tot 5 augustus. Er namen dit jaar 16 teams deel, die over vier groepen van vier verdeeld werden. De eerste twee gingen naar de kwartfinale. Paysandu werd kampioen.

## Deelnemers
| Club                | Geklassifiseerd als                 |
| ------------------- | ----------------------------------- |
| Flamengo            | Kampioen Copa dos Campeões 2001     |
| Goiás               | Kampioen Copa Centro-Oeste          |
| Bahia               | Kampioen Copa do Nordeste           |
| Vitória             | Vice-Kampioen Copa do Nordeste      |
| Náutico             | Derde plaats Copa do Nordeste       |
| Paysandu            | Kampioen Copa Norte                 |
| Corinthians         | Kampioen Torneio Rio-São Paulo      |
| São Paulo           | Vicekampioen Torneio Rio-São Paulo  |
| Palmeiras           | Derde plaats Torneio Rio-São Paulo  |
| São Caetano         | Vierde plaats Torneio Rio-São Paulo |
| Fluminense          | Vijfde plaats Torneio Rio-São Paulo |
| Vasco da Gama       | Zesde okaats Torneio Rio-São Paulo  |
| Cruzeiro            | Kampioen Copa Sul-Minas             |
| Atlético Paranaense | Vice-Kampioen Copa Sul-Minas        |
| Grêmio              | Derde plaats Copa Sul-Minas         |
| Atlético Mineiro    | Vierde plaats Copa Sul-Minas        |

## Groepsfase

### Groep A
| Plaats | Club        | Wed. | W | G | V | Saldo | Ptn. |
| ------ | ----------- | ---- | - | - | - | ----- | ---- |
| 1.     | Paysandu    | 3    | 1 | 2 | 0 | 4:3   | 5    |
| 2.     | Fluminense  | 3    | 1 | 2 | 0 | 1:0   | 5    |
| 3.     | Náutico     | 3    | 0 | 2 | 1 | 3:4   | 2    |
| 4.     | Corinthians | 3    | 0 | 2 | 1 | 2:3   | 2    |

### Groep B
| Plaats | Club                | Wed. | W | G | V | Saldo | Ptn. |
| ------ | ------------------- | ---- | - | - | - | ----- | ---- |
| 1.     | Flamengo            | 3    | 3 | 0 | 0 | 5:0   | 9    |
| 2.     | Goiás               | 3    | 2 | 0 | 1 | 5:6   | 6    |
| 3.     | São Caetano         | 3    | 1 | 0 | 2 | 3:4   | 3    |
| 4.     | Atlético Paranaense | 3    | 0 | 0 | 3 | 3:6   | 0    |

### Groep C
| Plaats | Club      | Wed. | W | G | V | Saldo | Ptn. |
| ------ | --------- | ---- | - | - | - | ----- | ---- |
| 1.     | Cruzeiro  | 3    | 1 | 2 | 0 | 3:2   | 5    |
| 2.     | Vitória   | 3    | 1 | 1 | 1 | 2:1   | 4    |
| 3.     | São Paulo | 3    | 1 | 1 | 1 | 3:3   | 4    |
| 4.     | Grêmio    | 3    | 0 | 2 | 1 | 1:3   | 2    |

### Groep D
| Plaats | Club             | Wed. | W | G | V | Saldo | Ptn. |
| ------ | ---------------- | ---- | - | - | - | ----- | ---- |
| 1.     | Palmeiras        | 3    | 2 | 1 | 0 | 7:2   | 7    |
| 2.     | Bahia            | 3    | 2 | 0 | 1 | 4:5   | 6    |
| 3.     | Vasco da Gama    | 3    | 0 | 2 | 1 | 4:5   | 2    |
| 4.     | Atlético Mineiro | 3    | 0 | 1 | 2 | 5:8   | 1    |

## Kwartfinale
| Team #1    | Uitsl. | Team #2   |
| ---------- | ------ | --------- |
| Flamengo   | 2 - 1  | Vitória   |
| Cruzeiro   | 2 - 1  | Goiás     |
| Paysandu   | 2 - 1  | Bahia     |
| Fluminense | 0 - 1  | Palmeiras |

## Halve finale
| Team #1  | Uitsl. | Team #2   |
| -------- | ------ | --------- |
| Flamengo | 1 - 2  | Cruzeiro  |
| Paysandu | 3 - 1  | Palmeiras |

## Finale
|              |            |       |                                |  |
| 31 juli Heen | Paysandu   | 1 – 2 | Cruzeiro                       |  |
| 31 juli Heen | Sandro 32' |       | 14' Fábio Júnior 63' Joãozinho |  |

|                  |                                |       |                                       |  |
| 4 augustus Terug | Cruzeiro                       | 3 – 4 | Paysandu                              |  |
| 4 augustus Terug | Fábio Júnior 9', 48' Chris 85' |       | 11', 22', 40' Vandick 65', 57' Jóbson |  |
| 4 augustus Terug | Strafschoppen                  |       |                                       |  |
| 4 augustus Terug | 0 - 3                          |       |                                       |  |